# Julio Alonso Ortega
Julio Alonso Ortega (ur. 23 grudnia 2000 w Las Palmas, Gran Canaria) – hiszpański żeglarz i mistrz świata specjalizujący się w klasie dwuosobowych jachtów regatowych. Przez większość swojej kariery sportowej reprezentował Real Club Náutico de Gran Canaria, trenując pod okiem Aaróna Sarmiento oraz dwukrotnego mistrza olimpijskiego Luisa Doreste.

## Edukacja
Poza karierą sportową Alonso zdobywał wykształcenie w Wielkiej Brytanii. Ukończył studia licencjackie z zarządzania biznesem na Uniwersytecie Lancaster, uzyskując dyplom z wyróżnieniem. Następnie zdobył tytuł magistra w dziedzinie ekonomii politycznej rynków wschodzących na King's College London, a także drugi tytuł magistra z międzynarodowego biznesu na Universidad del Atlántico Medio, na który otrzymał stypendium PROEXCA.

## Kariera żeglarska
Alonso rozpoczął swoją przygodę z żeglarstwem w wieku dziesięciu lat, startując w klasie Optimist w Mogánie, a następnie dołączył do Real Club Náutico de Gran Canaria, w którym rywalizuje do dziś.
W klasie 420 odniósł znaczące sukcesy. Trzykrotnie zdobywał tytuł mistrza Hiszpanii oraz wywalczył wicemistrzostwo wraz z Luisem Doreste, synem utytułowanego żeglarza Luisa Doreste i bratankiem Manuela Doreste, Gustavo Doreste oraz José Luisa Doreste – wszystkich znaczących postaci w hiszpańskim żeglarstwie. W tym czasie brał również udział w licznych mistrzostwach Europy i świata, zdobywając cenne doświadczenie międzynarodowe.
Jednym z najważniejszych momentów jego kariery w klasie 420 było zdobycie tytułu mistrza świata w wyścigach drużynowych. To osiągnięcie przyniosło mu duże uznanie w rodzinnym mieście, gdzie miał zaszczyt wykonać honorowe pierwsze kopnięcie piłki podczas meczu UD Las Palmas przeciwko Realowi Madryt na Estadio Gran Canaria.
Po przejściu do klasy 29er Alonso zdobył złoty medal w Mistrzostwach Hiszpanii oraz złoty medal w kategorii do lat 19. Dzięki tym sukcesom zakwalifikował się do reprezentowania Hiszpanii na Mistrzostwach Świata Młodzieży w Żeglarstwie w Corpus Christi w Teksasie w 2018 roku, gdzie zajął dziesiąte miejsce w klasyfikacji generalnej.
W tym samym roku Alonso dołączył do zespołu Spanish Impulse by IBEROSTAR, oficjalnej drużyny Hiszpanii na Red Bull Youth America’s Cup w Bermudzie. W tym okresie reprezentował również Hiszpanię na Red Bull Foiling Generation World Final w Miami, rywalizując na katamaranach Flying Phantom i udowadniając swoje umiejętności w żeglarstwie wyczynowym.
Obecnie Alonso żegluje w parze z Maríą Bover, dążąc do reprezentowania Hiszpanii w klasie 470 mieszanej na Igrzyskach Olimpijskich. Do tej pory duet zajął czwarte miejsce w kategorii do lat 24 na Mistrzostwach Świata klasy 470, a także piąte miejsce w tej samej kategorii na Mistrzostwach Europy klasy 470.